# Johann Friedrich Bachstrom
Johann Friedrich Bachstrom (auch Johann Friedrich Bachstrohm, Jan Fryderyk Bachstrøm, u. a.; * 24. Dezember 1686 in Rawicz, Polen-Litauen; † Juni 1742 in Nieśwież, Polen-Litauen) war ein lutherischer Theologe, Mediziner und Gelehrter. Er lebte in Polen, Konstantinopel, Sachsen und den Niederlanden und verfasste einige medizinische, naturwissenschaftliche und aufklärerische Schriften, unter anderem zu gesunder Ernährung, und einen utopischen Roman über eine Gesellschaft mit gleichen Rechten für alle.

## Herkunft und Ausbildung
Bachstrom wurde im Jahr 1686 als Sohn eines deutschen lutherischen Goldschmieds in der großpolnischen Stadt Rawicz an der Grenze zu Schlesien geboren.
Bis 1709 besuchte er das St. Elisabethgymnasium in Breslau.
Ab 1710 studierte Bachstrom evangelische Theologie in Jena bei dem moderaten Theologen Johann Franz Buddeus. Danach arbeitete er als Informator (Hauslehrer) im niederschlesischen Kirchspiel Stroppen. Eine ihm angebotene Anstellung als Prediger im Herzogtum Oels wurde ihm vom dortigen Konsistorium verweigert.

## Tätigkeiten als Lehrer und Prediger
Daraufhin erhielt er im Jahr 1717 die angesehene Stelle eines außerordentlichen Professors am Gymnasium der königlich-preußischen Stadt Thorn. Nachdem er in seinen Predigten mehrfach die Sitten und Zustände in der Stadt scharf kritisiert hatte, wurde er 1720 aus dieser verwiesen.
Er erhielt eine Stelle als Pfarrer in der traditionsreichen deutschen Gemeinde in Wengrow in Masowien. In dieser Zeit veröffentlichte er 1723 eine medizinische Dissertation in Kopenhagen (!). 1724 musste er Wengrow wieder verlassen, auf Druck der Jesuiten und begab sich an die preußische Gesandtschaft nach Warschau, wo er als Prediger tätig war und vor weiteren Angriffen geschützt wurde. Er engagierte sich für die Aufarbeitung der Hinrichtungen von Thorn von 1724.
Seit 1729 hielt sich Bachstrom in Konstantinopel auf und gründete dort eine Druckerei und versuchte in einer Akademie die Gedanken der Aufklärung zu verbreiten. Er arbeitete auch an einer Bibelübersetzung in die türkische Sprache und verließ Konstantinopel wieder 1730 oder 1731.

## Universelle Studien
In den folgenden Jahren arbeitete Bachstrom in Breslau, Görlitz, Freiberg, Dresden und Leiden, wo in den frühen 1730er Jahren seine Schriften erschienen. Er widmete sich medizinischen, theologischen und geologischen Studien. Er reiste, besuchte und beschrieb die schlesischen Bergwerke auf eigene Kosten und 1733 besuchte er London.
In vielen seiner Ansichten scheint er seiner Zeit voraus gewesen zu sein. So regte er an, dass Frauen zum Studium der Medizin zugelassen werden sollten, um Ärzte zu werden. Seeleuten empfahl er Unterricht im Schwimmen. In seiner Schrift L’Art de Nager (deutsch: Die Kunst des Schwimmens) befasst sich Bachstrom mit Methoden der Lebensrettung und beschreibt seine Erfindung einer aus Kork gefertigten Rettungsweste.
In einer seiner berühmtesten Schriften forderte er die Verwendung von frischem Obst und Gemüse zur Heilung von Skorbut.

## Die Inquiraner
1736 veröffentlichte Bachstrom unter dem Pseudonym A. B. C. einen Roman, der eine von schiffbrüchigen religiösen Dissidenten (die Inquiraner) gegründete utopische Gesellschaft beschreibt, in der es absolute Religionsfreiheit gibt. Der Roman scheint durch seine eigenen Erfahrungen in Konstantinopel angeregt worden zu sein, aber auch durch französische und englische Romane, wie Montesquieus Lettres persanes und Defoes Robinson Crusoe.

## Verhaftung und Tod
Ab 1737 wirkte Bachstrom als Arzt am Hof der Fürstin Anna Radziwill in Litauen. Vermutlich wegen seiner liberalen Ansichten über Religion wurde er inhaftiert. Er starb im Juni 1742 in der Haft in Nieśwież (heute Njaswisch in  Belarus). Das genaue Datum und die Ursache seines Todes sind ungeklärt.

## Ehrungen
Im Jahr 1959 benannte das UK Antarctic Place-Names Committee, das britische Komitee zur Empfehlung geografischer Namen im Britischen Antarktisterritorium, die Landspitze Bachstrom Point an der Südwestküste der Antarktischen Halbinsel nach Johann Friedrich Bachstrom.

## Werke (Auswahl)
- Observationes circa scorbutum: ejusque indolem, causas, signa, et curam, institutæ, eorum præprimis in usum, qui Groenlandiam & Indiam Orientis petunt. Leiden, Conrad Wishoff, 1734 (Textarchiv – Internet Archive).
- Nova aestus marini theoria. Wishoff, Leiden 1734. (Digitalisat)
- Kurtze und resolute Declaration eines Treu-Gesinnten Schweitzers, Auff die falsche Beschuldigung Christiani Democriti, Auffrichtigen Protestanten, und orthodoxen Annihilatoris, oder Zernichteren Der Microcosmischen neuen Schöpffung zum Vorspiel eines neuen Himmels und einer neuen Erde. Frankfurt / Leipzig 1734. urn:nbn:de:gbv:9-g-4881901
- Bey zwei hundert Jahr lang unbekannte, nunmehro aber entdeckte vortreffliche Land der Inqviraner: Aus der Erzehlung Eines nach langwieriger Kranckheit in unsern Gegenden verstorbenen Aeltesten dieses glückseligen Landes, Nach allen seinen Sitten, Gebräuchen, Ordnungen, Gottesdienst, Wissenschafften, Künsten, Vortheilen und Einrichtung umständlich beschrieben, Und dem gemeinen Wesen zum Besten mitgetheilet. Frankfurt / Leipzig 1736 (Textarchiv – Internet Archive).
- L’Art de Nager, ou Invention à l’aide de laquelle on peut toujours se sauver du Naufrage; &, en cas de besoin, fair passer les plus larges Rivières à les Armées entières. Zacharie Chatelain, Amsterdam 1741 (Textarchiv – Internet Archive).
- Die Kunst zu schwimmen, oder Erfindung, vermittelst welcher man sich allemal aus einem Schiffbruch retten, und bedürfenden Falls ganze Arméen über die breitesten Flüsse bringen kan, Berlin 1742 (Digitalisat und Volltext im Deutschen Textarchiv, Textarchiv – Internet Archive).